# Mannheim Hauptbahnhof
Mannheim Hauptbahnhof ist mit 658 Zügen, davon 238 Fernverkehrszügen und etwa 118.000 Reisenden und Besuchern täglich (2020) nach Stuttgart Hauptbahnhof der zweithäufigst frequentierte Bahnhof in Baden-Württemberg. Er gehört zu den 86 Bahnhöfen (Stand 2021) der Preisklasse 2 von DB InfraGO.
Die durch Mannheim verkehrenden Züge werden mehrheitlich von der Deutschen Bahn AG mit Tochterfirmen wie DB Fernverkehr oder DB Regio AG betrieben. Außerdem halten hier die auf den Relationen Frankfurt am Main – Paris Est bzw. Frankfurt am Main – Marseille verkehrenden TGV. Darüber hinaus kann umsteigefrei Amsterdam, Mailand sowie über Zürich Chur oder über Bern Interlaken Ost erreicht werden, großteils mit Zügen der Schweizerischen Bundesbahnen oder dem ICE der DB AG, aber auch Graz und Klagenfurt via Salzburg. Zudem bietet der benachbarte Busbahnhof Fernbusverbindungen in viele osteuropäische Metropolen, z. B. nach Prag, Zagreb oder Kiew.
Er ist der meist frequentierte Knotenpunkt von Bussen und Bahnen des öffentlichen Personennahverkehrs im Verkehrsverbund Rhein-Neckar (VRN).

## Anlage

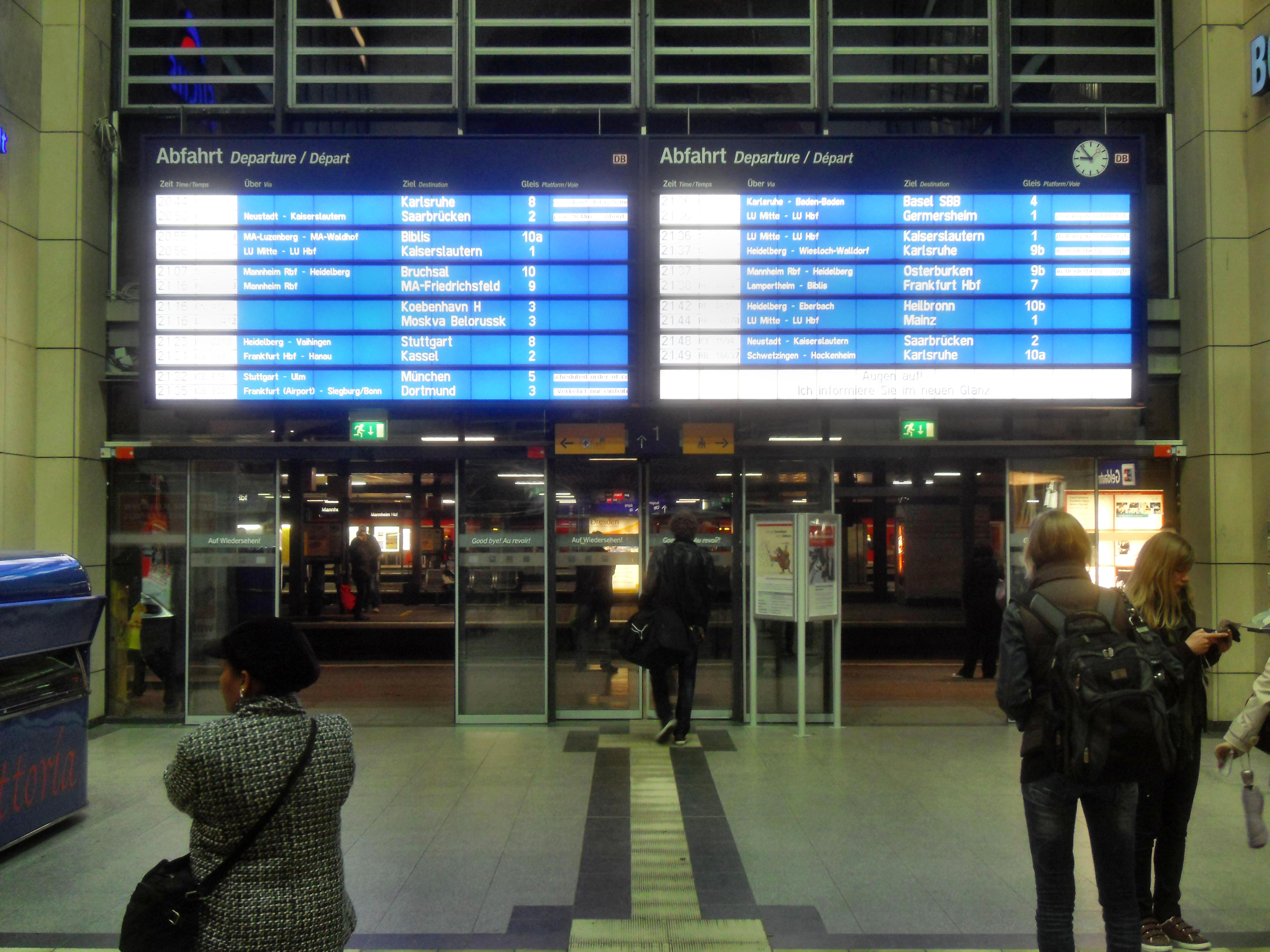
Die digitale Anzeigetafel in der Empfangshalle

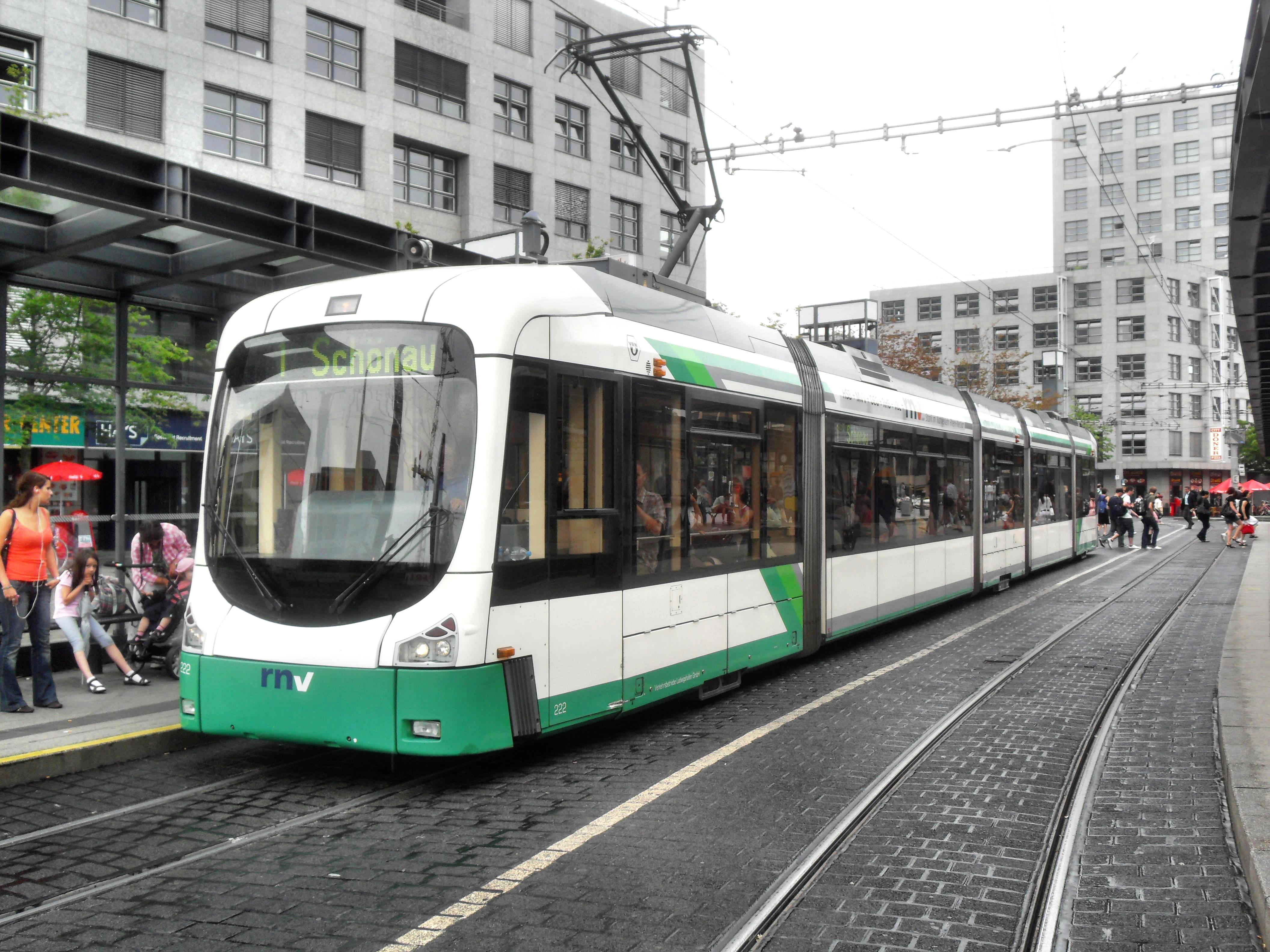
Straßenbahn „RNV6ER“ der Rhein-Neckar-Verkehrsgesellschaft in der noch Alten Ludwigshafener Lackierung

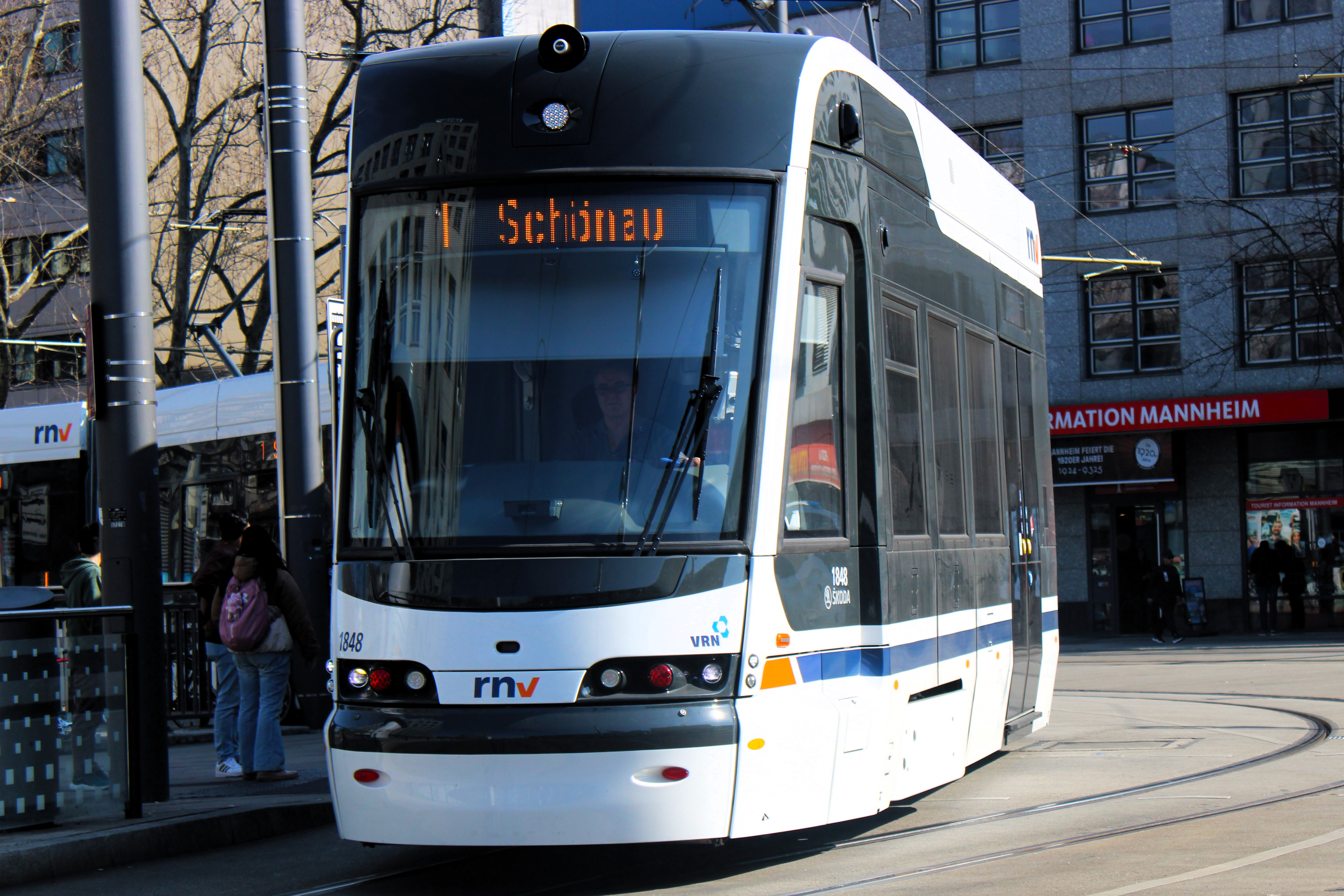
Eine Neuere Rhein-Neckar-Tram am Mannheimer Hauptbahnhof

Im November 2001 wurde das Bahnhofsgebäude nach einer umfassenden Sanierung als modernes Einkaufs- und Dienstleistungszentrum am Südrand der Mannheimer Innenstadt wieder eröffnet.
Von der Eingangshalle gelangen die Besucher über Fahrtreppen und Aufzüge in den Flügelbauten direkt in die Unterführungen zu den Gleisen. Dabei gibt es eine Nord- und eine Süd-Unterführung. Die Wege zu den Bahnsteigen sind barrierefrei ausgebaut. Aufzugsanlagen, Rolltreppen und ein Leitsystem für Sehbehinderte ermöglichen es allen Reisenden, ohne fremde Hilfe zu den Zügen zu gelangen. In der Nord-Unterführung sind dabei die Aufzugsanlagen zu finden, die Rolltreppen befinden sich in der Süd-Unterführung.
Für Fahrgäste der ersten Klasse und Vielfahrer wurde eine DB Lounge eingerichtet.
Am Mannheimer Hauptbahnhof existiert seit 1897 am Bahnsteig 1 eine Bahnhofsmission. Die ehrenamtlichen Mitarbeiter kümmern sich um mobilitätseingeschränkte Fahrgäste im Reiseverkehr, alleinreisende Kinder, orientierungslose Menschen und weitere Personengruppen. Bei Inanspruchnahme des Betreuungsangebots „Kids on Tour“, bei dem allein reisende Kinder im Alter von 6 bis 14 Jahren durch geschulte Betreuer der Bahnhofsmissionen jeweils freitags sowie sonntags in ausgewählten ICE- und IC-Zügen begleitet werden, dient
die Bahnhofsmission als Anlaufstelle.
Am Bahnhofsvorplatz halten mehrere Straßenbahn- und Buslinien der Rhein-Neckar-Verkehr GmbH, die Rhein-Haardtbahn, die Überlandstraßenbahnlinien der ehemaligen Oberrheinischen Eisenbahn-Gesellschaft sowie Buslinien des Busverkehr Rhein-Neckar. Vom Zentralen Omnibusbahnhof aus, der an das Südende von Bahnsteig 1 angrenzt, verkehren Fernbusse und Flughafenzubringer im Linien- und Gelegenheitsverkehr.
Städtebaulich setzt das Empfangsgebäude die Linie des Schlosses an der Rheinfront der Innenstadt nach Südosten fort. Seine Mittelachse eröffnet den Kaiserring, die südöstliche Innenstadt-Umfahrung. Vom Wasserturm aus gesehen, ragt nun als neue Landmarke etwas rechts versetzt der Victoria-Turm hinter dem Hauptgebäude hervor.
Am Hauptbahnhof ist einer der sechs Tunnel-Rettungszüge der Deutschen Bahn stationiert.
Der östliche Bahnhofskopf ist von einer Reihe von Zwangspunkten geprägt, die enge Bogenradien (bis zu 200 Meter) und starke Längsneigungen (bis zu 17 Promille) bedingen.

## Geschichte

### Hintergrund

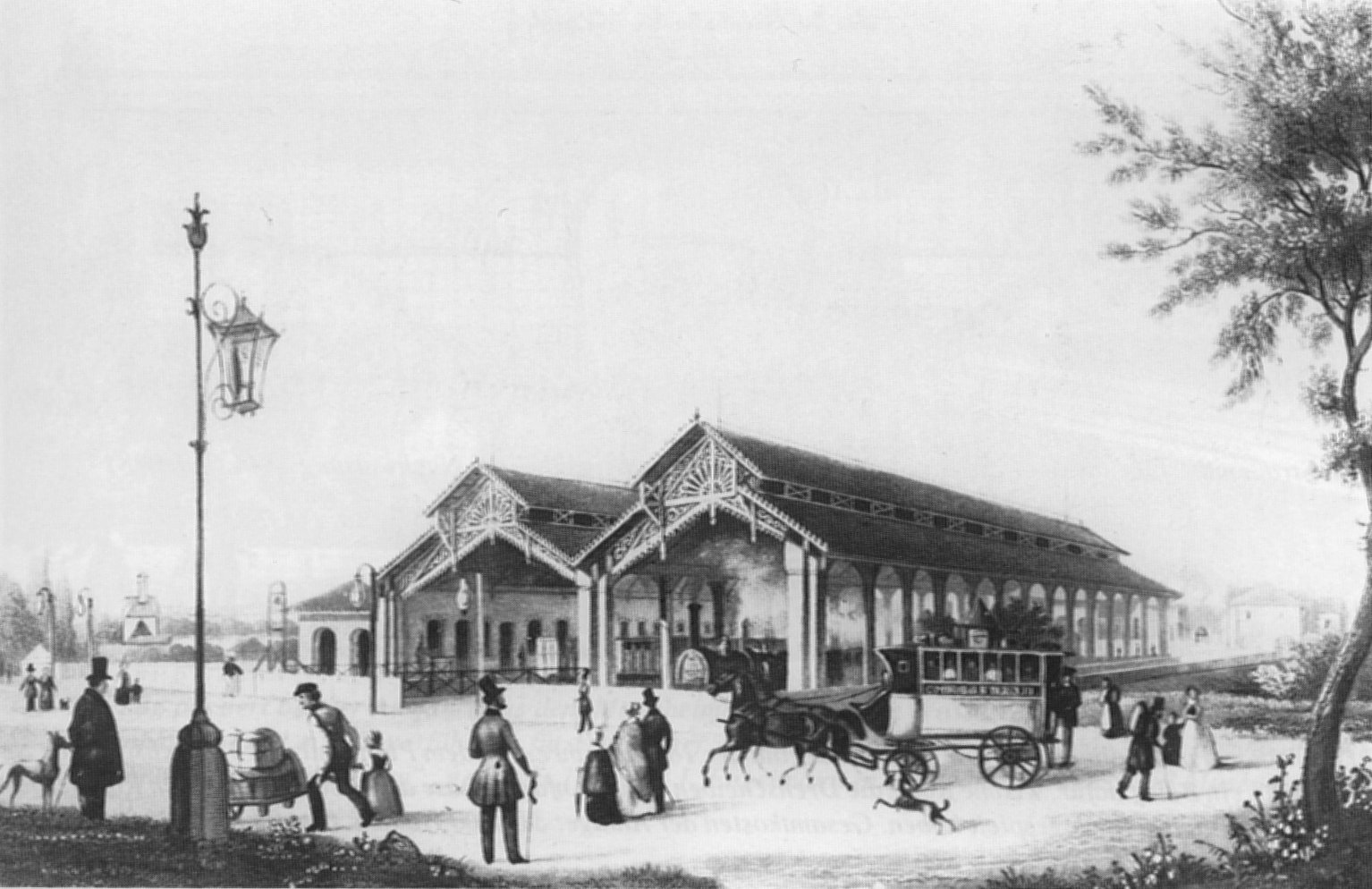
Der erste Bahnhof in Mannheim, der Alte Bahnhof, frühe 1840er Jahre

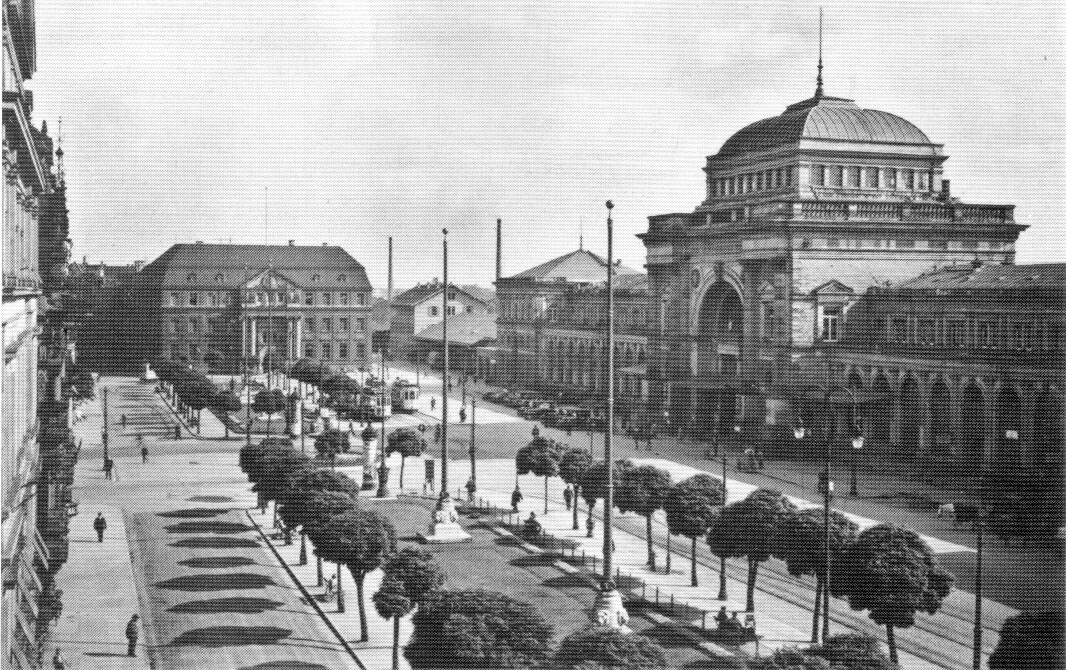
Bahnhofsvorplatz 1925

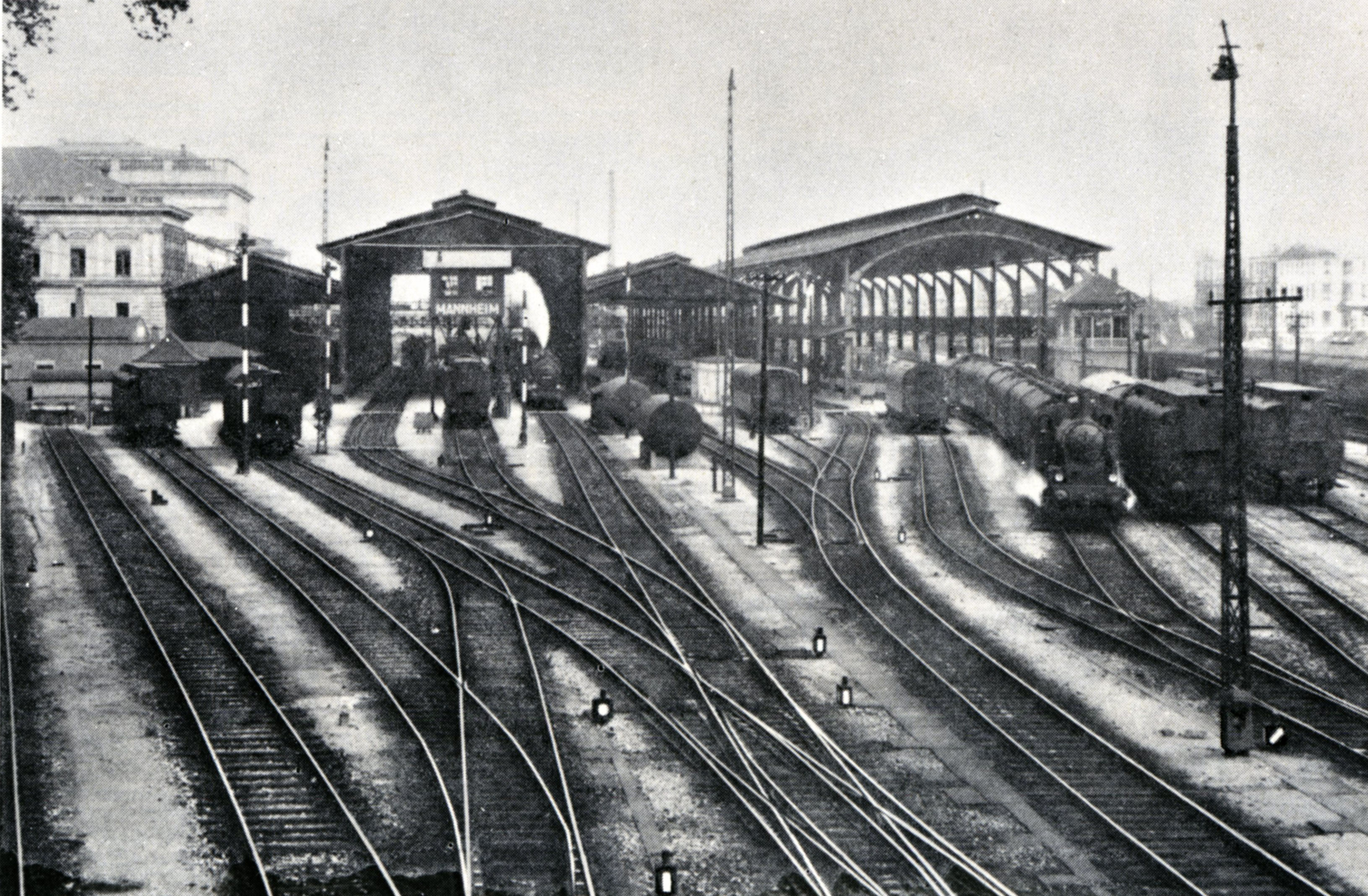
Gleisanlagen, um 1925

Der ursprüngliche Bahnhof der 1840 eröffneten Badischen Hauptbahn nach Heidelberg war ein Kopfbahnhof am Rande der Innenstadt, unmittelbar südlich des heutigen Tattersalls. 
Die Planungen der Rheinbrücke nach Ludwigshafen am Rhein (heute Konrad-Adenauer-Brücke) machten jedoch schon bald eine Verlegung des Bahnhofs notwendig. 1867 ging die zweigleisige Eisenbahnbrücke über den Rhein in Betrieb und ersetzte das Trajekt Ludwigshafen–Mannheim.

### Bau
Die Rheintalbahn nach Karlsruhe war 1870 der Anlass für eine grundlegende Umgestaltung und Erweiterung der Bahnanlagen. In den Jahren 1874 bis 1875 entstand ein neues Empfangsgebäude. Die neuen Anlagen wurden im Oktober 1876 eingeweiht. 1877 erhielt der neue Zentralgüterbahnhof, der am Mühlauhafen entstanden war, eine Verbindung zum Hauptbahnhof. 1879 wurde die Ringbahn von 1854 aufgegeben. Den vorläufigen Schlusspunkt der Entwicklung bildete 1880 die Einführung der Riedbahn der Hessischen Ludwigsbahn (heutige östliche Einführung der Riedbahn) in den Hauptbahnhof. Dort waren in der Folgezeit nicht nur Dienststellen der Badischen Bahn untergebracht, sondern auch Dienststellen der Hessischen Ludwigsbahn und ihrer Nachfolgerin, der Preußisch-Hessischen Eisenbahngemeinschaft. Das betraf nicht nur den Personenbahnhof, sondern auch den Rangier- und den Zentralgüterbahnhof. Diese „Doppelbesetzung“ wurde erst zum 1. Januar 1900 aufgegeben, und die meisten Aufgaben wurden nun allein von den badischen Eisenbahnern wahrgenommen.

### Erweiterungen bis zum Zweiten Weltkrieg
Anfang des 20. Jahrhunderts wurde über Verbesserungen an den Bahnanlagen diskutiert. In den Jahren 1906 und 1907 wurde das Empfangsgebäude des Hauptbahnhofs erweitert, zwischen 1910 und 1912 wurden weitere Bahnsteige und Bahnsteigkanten ergänzt. Vor dem Ersten Weltkrieg wurde ein neues Stellwerk errichtet. Zum 1. Juli 1911 entfiel die Bezeichnung „Hauptbahnhof“ im Stationsnamen, der Bahnhof hieß also einfach nur noch Mannheim.
1927 wurde die Vorderfassade des Empfangsgebäudes vollständig entfernt und 10 Meter weiter nach vorne versetzt. Damit wurde die Grundfläche mehr als verdoppelt. Im Rahmen dieses Umbaus setzte eine Diskussion ein, ob man die Fassade überhaupt wieder in der ursprünglichen Form aufbauen sollte. Letztendlich wurde sie in vereinfachter Form wieder errichtet. Durch die starken Kriegszerstörungen und den anschließenden Wiederaufbau wurde die Fassade noch einmal vereinfacht, ohne Schmuckelemente, wieder aufgebaut.
Kurz vor dem Zweiten Weltkrieg entwickelte die Reichsbahndirektion Karlsruhe eine einheitliche Planung für den Raum Mannheim/Ludwigshafen. Das nach eingehender Untersuchung aller Möglichkeiten und langwierigen Verhandlungen durch das Reichsverkehrsministerium zur Ausführung bestimmte Projekt „1943 B3“ sah vor, den Knoten Mannheim/Ludwigshafen in allen Richtungen ohne Fahrtrichtungswechsel befahrbar zu machen. Das Projekt wurde durch städtebauliche Wünsche beider Städte sehr beeinflusst und sah vor, den Hauptbahnhof um etwa 6,5 Meter anzuheben und um 300 Meter nach Osten zu verschieben. Durch den Zweiten Weltkrieg wurde dieses Projekt nicht mehr weiter verfolgt. Zum Preisstand von 1952 wurde das Projekt mit Kosten von etwa einer halben Milliarde DM kalkuliert. Die Maßnahmen wurden sukzessive aufgegeben. Einzig der Umbau des Ludwigshafener Kopfbahnhofs in einen Durchgangsbahnhof wurde realisiert.
Im Sommerfahrplan 1939 verzeichnete der Bahnhof zusammen 94 Ankünfte und Abfahrten regelmäßig verkehrender Fernzüge pro Tag. In der Rangfolge der meistbelasteten Knoten im Netz der Deutschen Reichsbahn lag er damit auf Rang 14. Bei den über 150 Luftangriffen auf Mannheim im Zweiten Weltkrieg wurde der Hauptbahnhof mehrfach schwer beschädigt.

### Erweiterungen nach dem Zweiten Weltkrieg

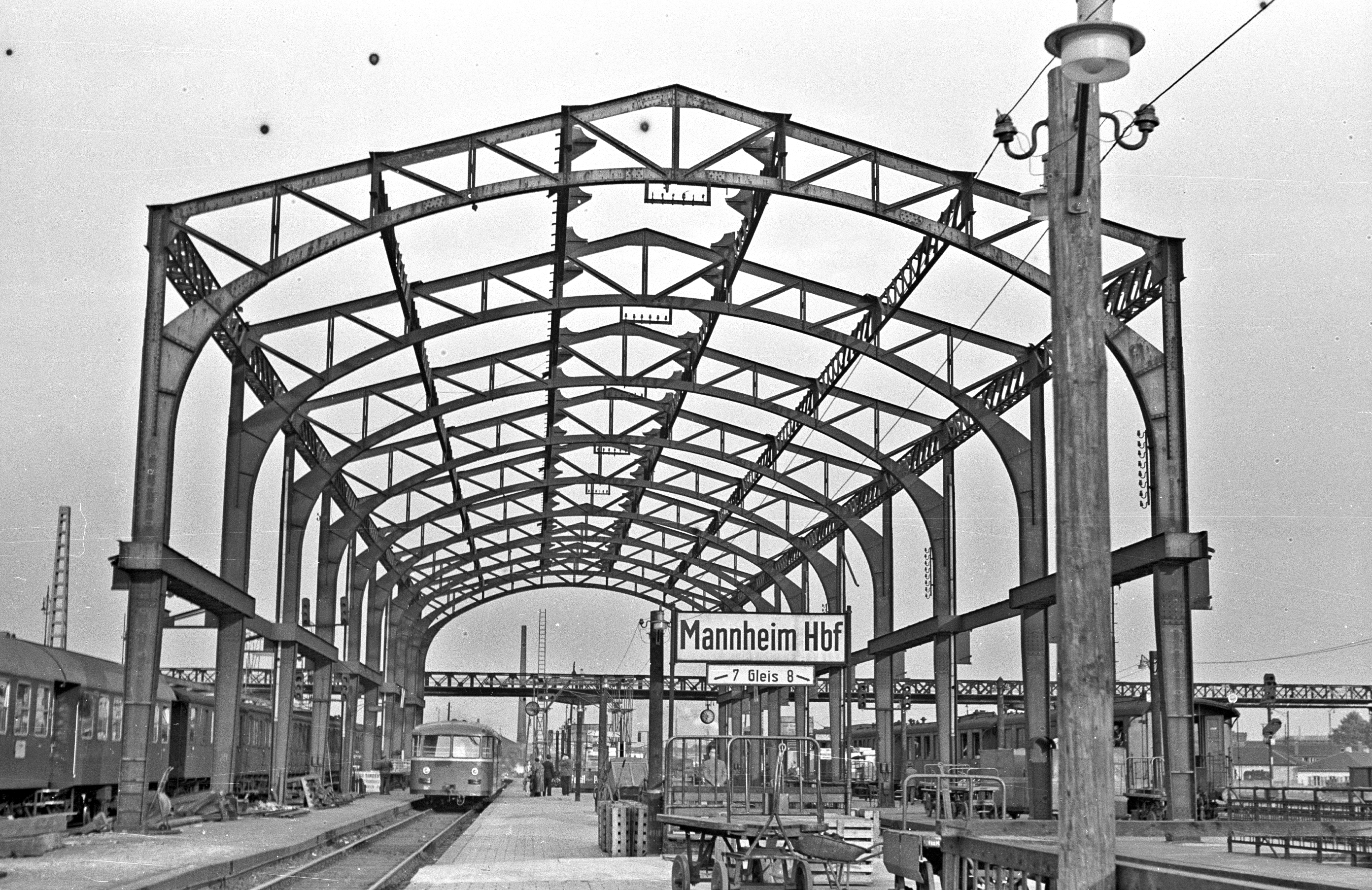
Hauptbahnhof Mannheim in den 1950er-Jahren

Nach dem Zweiten Weltkrieg stieg der Personenverkehr im Mannheimer Hauptbahnhof sprunghaft an. Die Diskussionen um die Verlegung des Hauptbahnhofs lebten nochmals auf. Die Stadt Mannheim entschloss sich Anfang der 1950er Jahre, von diesen Planungen abzusehen und einen in den Jahren 1950 und 1951 von der Deutschen Bundesbahn entwickelten Entwurf für den Knoten ihren Bauplanungen zu Grunde zu legen. Der Entwurf sah unter anderem vor, die Riedbahn und die Rheintalbahn zu verlegen und die Gleisanlagen des Hauptbahnhofs anzuheben. Mit 12 Bahnsteiggleisen und einem beidseitig befahrbaren Durchfahrgleis sollte der Hauptbahnhof im Richtungsbetrieb befahren werden. Für die Realisierung wurde ein Zeitraum von 25 bis 30 Jahren ins Auge gefasst. Das Projekt war von den Bundesbahndirektionen Stuttgart und Mainz gemeinsam entwickelt worden. Stadtdirektor Adolf Elsaesser und Stadtbaudirektor Richard Jörg legten dem Stadtrat 1953 Pläne und Entwürfe zur Neugestaltung des Bahnhofsvorplatzes vor.
1955 wurden zwei Gleisbildstellwerke der Bauform DrS in Betrieb genommen. Im Jahr 1958 erreichte der erste Zug mit elektrischer Traktion den Hauptbahnhof. In den Jahren 1957 bis 1960 erfolgen weitere größere Umbauten und Erneuerungen. Die wesentlichen Kriegsschäden waren Anfang der 1960er Jahre beseitigt. Die vorigen Pläne für einen größeren Umbau waren noch nicht umgesetzt worden. In den 1970er Jahren war der Bahnhof einer von fünf Verknüpfungspunkten im Intercity-Netz der Deutschen Bundesbahn.

### Westliche Einführung der Riedbahn und Neubaustrecke nach Stuttgart
Im werktäglichen Durchschnitt des Jahres 1976 begannen und endeten im Bahnhof jeweils 110 Züge, rund 315 fuhren durch. Durch Sonder- und Spitzenlastverkehre wurden täglich bis zu 600 Zugfahrten gezählt. Zwölfmal täglich mussten Bahnsteiggleise an den fünf Bahnsteigen des Hauptbahnhofs mit mehreren Zügen belegt werden. Dazu kamen rund 3100 Rangierfahrten mit bis zu fünf gleichzeitig im Einsatz befindlichen Rangierloks.
Infolge der ungünstigen Gestaltung der Bahnanlagen sowie eines erwarteten Verkehrszuwachses um 13 Prozent durch Bau der westlichen Riedbahn-Einführung und der geplanten Neubaustrecke nach Stuttgart wurde in den 1970er Jahren ein grundlegender Umbau des Hauptbahnhofs geplant. Zwischen 1977 und 1982 wurde ein neues Gleisbildstellwerk (Typ SpDrS60) errichtet, das ein elektromechanisches Stellwerk im Ostkopf und drei Drucktastenstellwerke im übrigen Bahnhofsbereich ersetzte. Aus dem neuen Stellwerk wurden Mitte der 1980er Jahre 74 Kilometer Gleisnetz mit 721 Stelleinheiten (davon 250 Weichen und Gleissperren sowie 66 Hauptsignale) gesteuert. Die Gesamtkosten wurden 1978 mit 26,6 Millionen DM beziffert. Das Ende 1982 in Betrieb genommene Stellwerk war das größte von Siemens bis dahin entwickelte Spurplanstellwerk. Die Baukosten betrugen letztlich 33,4 Millionen DM. Das neue Stellwerk war der erste Teil einer Reihe weitreichender Umbauten im Bahnhofsbereich, die auch der Verbesserung des Nahverkehrs dienen sollten. Anschließend folgte die Westliche Einführung der Riedbahn und die Einbindung der Neubaustrecke Mannheim–Stuttgart.
Der engere Bereich des Hauptbahnhofs war Gegenstand des Planfeststellungsabschnitts 1a der Schnellfahrstrecke Mannheim–Stuttgart. Das Planfeststellungsverfahren war am 10. April 1974 eingeleitet und im gleichen Jahr erörtert worden. Der Beschluss wurde am 11. März 1975 erlassen und erlangte am 11. September 1975 Rechtskraft. Gegen das Vorhaben wurde eine einzige Einwendung und keine Klage erhoben. Damit wurden im April 1976 die drei Planfeststellungsbeschlüsse der Neubaustrecke Mannheim–Stuttgart für den Bereich Mannheim rechtskräftig. Im Frühjahr 1978 begannen erste Umbauarbeiten an den Gleisanlagen des Hauptbahnhofs, im Hinblick auf die Inbetriebnahme der nördlich und südlich anschließenden neuen Streckenabschnitte.
Den Baumaßnahmen lag eine Vielzahl von Forderungen zu Grunde. Unter anderem sollten in beiden Bahnhofsköpfen alle Strecken- mit allen Bahnsteiggleisen verbunden werden, die Zahl der Kreuzungskonflikte minimiert, die Ein- und Ausfahrgeschwindigkeiten maximiert und die Bahnsteige in Länge, Breite und Höhe verbessert werden. Der Spurplan nahm die beiden neuen in den Knoten einführenden Strecken auf und sah im Weichenbereich zulässige Geschwindigkeiten von 40 bis 60 km/h vor. Für die Zuführung der Neubaustrecke waren ab Ende des Weichenbereichs 100 km/h vorgesehen. Der Bahnhof sollte wahlweise im Linien- oder Richtungsbetrieb befahren werden können. Die Abstellgruppen des Güter- und Personenverkehrs blieben im Wesentlichen unverändert.
In den Jahren 1975 bis 1979 wurde das Empfangsgebäude renoviert. In den Jahren 1978 und 1979 wurden alle Bahnsteige auf 76 Zentimeter erhöht und die Nutzlängen der Bahnsteiggleise verlängert. In Ost-West-Richtung standen damit sechs Gleise zur Verfügung, die Züge mit bis zu 15 Wagen aufnehmen konnten. Der (südliche) Bahnsteig E (Gleise 9 und 10) wurde in einen Inselbahnsteig umgebaut. 1980 wurden Fahrtreppen in Betrieb genommen, 1981 die westliche Personenunterführung fertiggestellt.
Am 2. Juni 1985 ging die Westliche Einführung der Riedbahn in Betrieb, durch sie entfiel der Fahrtrichtungswechsel für Züge der Verbindung von Frankfurt über Mannheim nach Stuttgart oder Karlsruhe.

### Ausbau

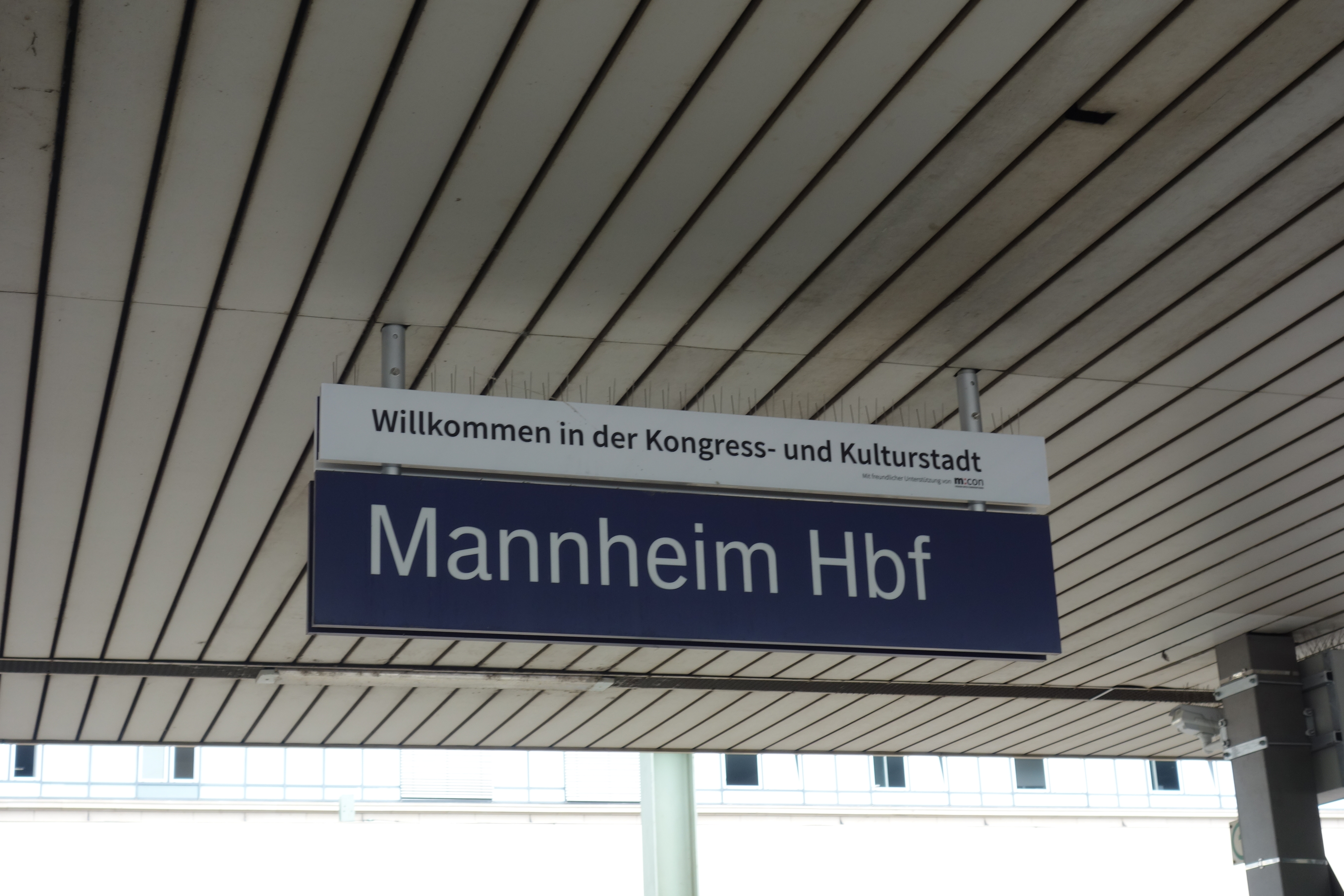
Bahnhofsschild

Mitte der 1980er Jahre wurden täglich rund 700 Zughalte mit rund 30.000 zu- und aussteigenden Reisenden gezählt. Mit zusammen 269 Ankünften und Abfahrten regelmäßig verkehrender Fernzüge pro Tag war der Hauptbahnhof im Sommerfahrplan 1989 der zehntbedeutendste Knoten im Netz der Deutschen Bundesbahn. Mit 308 derartigen Ankünften und Abfahrten pro Tag lag er im Sommerfahrplan 1996 im Netz der Deutschen Bahn auf Rang 6.
1995 wurde eine Tiefgarage unter dem Bahnhofsvorplatz angelegt. 1999 bis 2001 wurde das Bahnhofsgebäude komplett entkernt und ein Neubau hinter der stehengebliebenen historischen Fassade errichtet. Die Seitenflügel wurden aufgestockt und erhielten ihre Symmetrie zurück, während die Eingangshalle eine Glaskuppel erhielt.
Im Rahmen des im Januar 1997 vorgestellten Konzeptes Mannheim 21 war ein weitreichender Umbau von Gleisanlagen und Empfangsgebäude vorgesehen. Unter anderem sollte die Zahl der Bahnsteiggleise durch optimierte Betriebsabläufe von 10 auf 8 reduziert und nicht mehr benötigte Rangier- und Abstellgleise zurückgebaut werden. Die verbliebenen Bahnsteiggleise sollten durch eine Überführung oder einen großen Steg überbrückt werden. Die Pläne wurden später reduziert und werden seit 2011 unter der Bezeichnung „Glückstein-Quartier“ geführt.
Mit zusammen 332 Ankünften und Abfahrten regelmäßig verkehrender Fernzüge pro Tag war der Hauptbahnhof im Jahresfahrplan 2004 der fünftbedeutendste Knoten im Netz der Deutschen Bahn. Mit rund 65.200 Reisenden pro Tag war er um 2005 der am zweithäufigsten frequentierte Bahnhof in Baden-Württemberg.
Am 18. Juli 2007 wurde – an das Bahnhofsgelände angrenzend – der neue Zentrale Omnibusbahnhof eingeweiht. Die neun Parkbuchten für Fernbusse sind von einem Parkhaus überbaut und wurden nach Angaben der Betreiberin im Jahre 2008 von mehr als 30 Buslinien angefahren.

### Auszeichnungen
Am 14. Oktober 2005 wurde der Mannheimer Hauptbahnhof durch Allianz pro Schiene mit dem Titel Bahnhof des Jahres 2005 ausgezeichnet.

### Unfall 2014

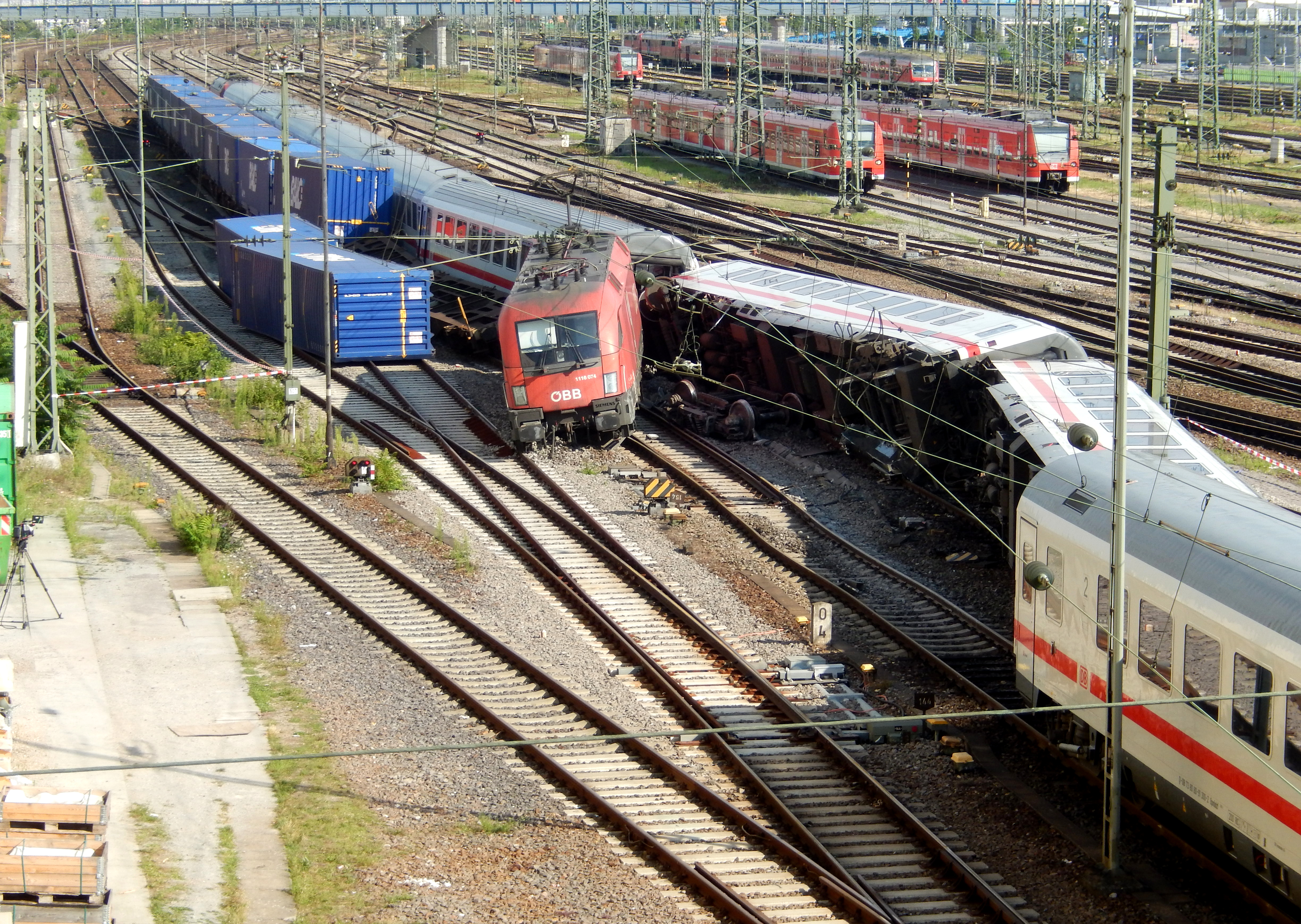
Unglücksstelle am 2. August 2014

Am Abend des 1. August 2014 kam es um 20:51 Uhr zu einer Flankenfahrt des Güterzuges DGS 40635 der ERS Railways, der von Duisburg-Ruhrort Hafen nach Ungarn unterwegs war, mit dem EuroCity EC 216 von Graz nach Saarbrücken. Beide Züge fuhren auf parallelen Fahrstraßen in den Bahnhof ein, bevor es zu dem Unfall kam. Die Züge stießen bei Geschwindigkeiten von circa 30 km/h und circa 35 km/h zusammen. Fünf Wagen des EuroCitys entgleisten, zwei Wagen stürzten um und fielen auf das in Fahrtrichtung linke Nachbargleis. Vom Güterzug entgleisten die ÖBB-Lokomotive (Siemens ES64U2) und die ersten zwei Wagen, zwei Container stürzten auf das in Fahrtrichtung rechte Nachbargleis. Von 250 Reisenden, von denen sich 110 in den umgekippten Wagen befanden, wurden 35 verletzt, vier weitere schwer. An der Infrastruktur der DB Netz AG entstanden Sachschäden in Höhe von 530.000 €, an den Fahrzeugen in Höhe von 1.804.000 €.
Die Eisenbahn-Unfalluntersuchungsstelle des Bundes stellte mehrere Fehler des Lokomotivführers des Güterzuges fest, der vom Dienstleistungsunternehmen Railway-Solution-Direct angestellt und von diesem der ERS Railways zur Verfügung gestellt war: Da er zuvor das Gegengleis befuhr, beachtete er irrtümlich die links des Gleises stehenden Signale, die dem EC galten und deshalb die Fahrt freigaben. Bei dem Überfahren des ersten Signals, dem Zwischensignal S183, erfolgte eine Zwangsbremsung. Der Lokomotivführer aber ging davon aus, dass dies zu Unrecht erfolgt wäre, und setzte den Zug wieder in Bewegung, ohne dies – was Vorschrift ist – zuvor mit dem Fahrdienstleiter abgesprochen zu haben. Danach fuhr er an zwei ebenfalls haltzeigenden Lichtsperrsignalen vorbei. Die mit 350 Meter Abstand hinter dem Durchrutschweg des Hauptsignals S173 liegende Weiche 155 konnte als Zwieschutzweiche nicht gleichzeitig den EuroCity und die nach Gleis 1 einfahrende S-Bahn 38244 schützen. Sie war auf das Gleis, das der EC befuhr, gestellt, was zur Flankenfahrt führte. Der Unfall-Untersuchungsbericht stellte darüber hinaus fest, dass die Streckenkenntnis des Lokomotivführers nicht ausreichend nachgewiesen werden konnte und er die Mindestruhezeit nicht eingehalten hatte.
Im März 2016 wurde der Triebfahrzeugführer von der Staatsanwaltschaft Mannheim wegen des Verdachts der Gefährdung des Bahnverkehrs und der fahrlässigen Körperverletzung angeklagt und am 28. September 2016 wegen dieser Delikte (§ 229, § 315a StGB) zu einer Bewährungsstrafe von sechs Monaten und 100 Stunden gemeinnütziger Arbeit verurteilt.

### Erweiterung
Der Knoten Mannheim/Heidelberg soll durch fünf Teilmaßnahmen ausgebaut werden (Stand: 2013). Im Hauptbahnhof Mannheim sind dazu ein neuer Bahnsteig (F) sowie eine Verschwenkung von Fernverkehrsgleisen (einschließlich begleitender Bahnsteiganpassungen) geplant. Unter anderem soll die Regeleinfahrt von der Schnellfahrstrecke aus Stuttgart auf 100 km/h angehoben werden.
Ab September 2014 wurde der Hauptbahnhof um den Bahnsteig F erweitert. Am 5. September 2014 wurde der symbolische Spatenstich gefeiert. Zur Herstellung des 210 m langen und 76 cm hohen Bahnsteigs wurden 2800 m Gleis und 14 Weichen zurück- sowie 2.200 m Gleis und 20 Weichen neugebaut. Er sollte ein 143 Meter langes Dach erhalten. Für den südlich der bestehenden Bahnsteige neu angelegten Bahnsteig werden die Güterzuggleise nach Süden verschoben.
Seit Mitte 2016 wurden der Bahnsteig selbst und das südlich an ihm liegende Gleis 912 (verkehrlich: 12) gebaut und am 11.  Dezember 2016 in Betrieb genommen. Das korrespondierende Gleis 911 (verkehrlich: 11) und der nordwestliche Zugang mit Aufzug wurden am 21.  August 2017 in Betrieb genommen. Bis dahin war der Bahnsteig auch über eine provisorische Brücke über den westlichen Teil von Gleis 10 erreichbar, der für diese Zeit gesperrt war.
Daraufhin wurden bis Ende 2017 die Gleise 9 und 10 gesperrt, um den Bahnsteig E kürzen und eine neue Verbindung zur Weiche 129 bauen zu können. Der gesamte Umbau sollte etwa 45,5 Millionen Euro kosten. Am 5. Dezember 2017 war die Einweihungsfeier, bis zum Fahrplanwechsel am 10. Dezember sollen die Arbeiten beendet sein. Letztlich wurden rund 58,7 Millionen Euro investiert. Besonders kostenintensiv wirkte sich aus, dass während der gesamten Bauphase der Güterverkehr zwischen Rangierbahnhof Mannheim und Hafen Mannheim aufrechterhalten werden musste und hierfür Zwischenlösungen erstellt wurden.
Ende 2019 wurde die Ausfahrgeschwindigkeit Richtung Frankfurt erhöht, u. a. sind nach der letzten Weiche nunmehr 70 statt 60 km/h zulässig.

## Weitere Planungen

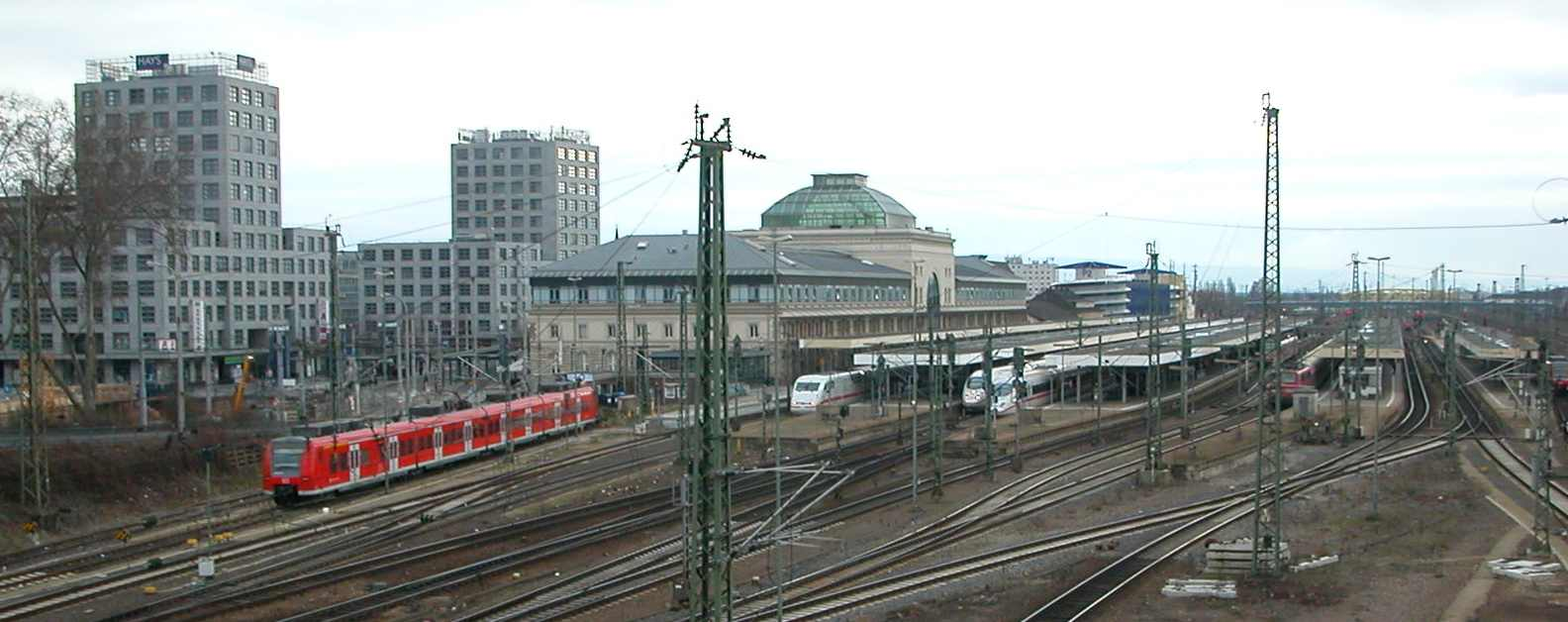
Teil des Gleisfeldes

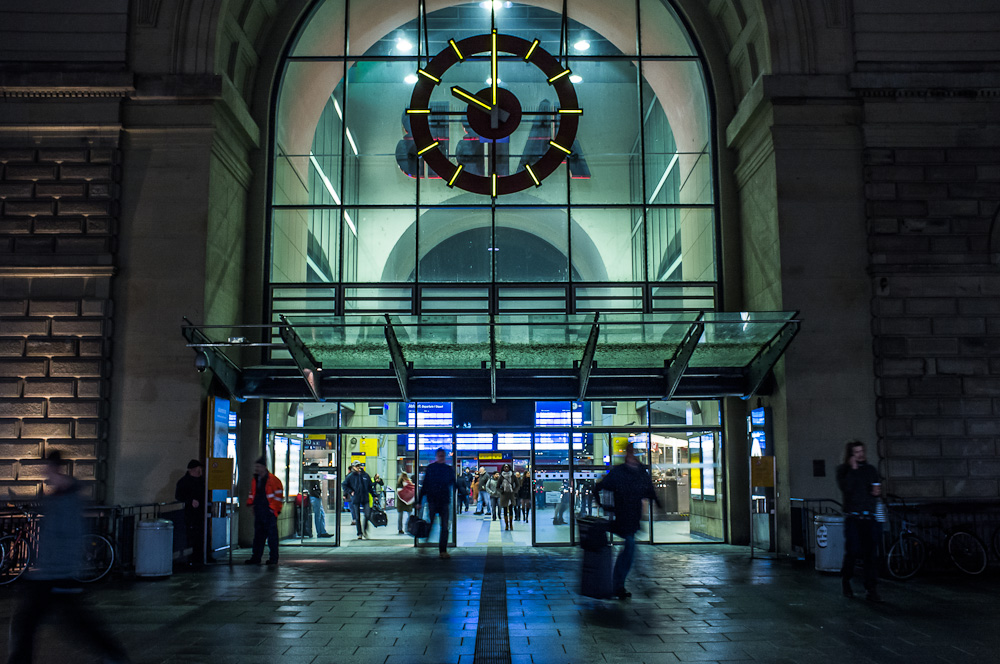
Mannheimer Hauptbahnhof bei Nacht

Der Mannheimer Hauptbahnhof liegt zwischen den Bahnknoten Stuttgart, Basel, Saarbrücken, Karlsruhe sowie Frankfurt am Main. Es besteht eine Schnellfahrstrecke nach Stuttgart, dringend benötigt und geplant ist eine weitere Neubaustrecke nach Frankfurt. In der Diskussion um diese Strecke hat der ehemalige Vorstandsvorsitzende der Deutschen Bahn, Hartmut Mehdorn, Überlegungen bekanntgegeben, eine Umfahrung der Stadt durch den Rheinauer Wald mit einer aufwendigen Einfädelung in den Pfingstbergtunnel zu errichten. Gegen das Vorhaben formierten sich Widerstände von Bürgern und regionaler Politiker. Daraufhin wurde 2006 dieser Plan vorläufig fallen gelassen.
Die Planung für die Verschwenkung der Fernbahngleise und den dreigleisigen Ausbau bis Friedrichsfeld Süd läuft (Stand: 2012). Das Land Baden-Württemberg meldete den weiteren Ausbau des Großknotens Mannheim für den Bundesverkehrswegeplan 2030 an. Im Bundesverkehrswegeplan 2030 ist ein (zum Barwert 2015) 635 Mio. Euro umfassendes Ausbauprogramm des Knotens enthalten. Dem steht ein Nutzen von 702 Mio. Euro gegenüber, womit sich ein Nutzen-Kosten-Verhältnis von 1,1 ergibt.
Im Rahmen des Deutschlandtakts soll zukünftig in Mannheim zur Minute 0 ein Vollknoten mit Korrespondenz der Fernverkehrslinien Dortmund–Basel und Hamburg–Frankfurt–München eingerichtet werden. Zur Minute 30 ist eine Richtungskorrespondenz dreier Züge vorgesehen: Auf einen Zug der Linie Hamburg/Berlin–Frankfurt–Stuttgart soll ein Zug Dortmund–München folgen, darauf wiederum ein Zug Hamburg/Berlin–Frankfurt–Basel. Ein im August 2021 veröffentlichter Entwurf für die Infrastrukturliste zu dessen 3. Gutachterentwurf enthält „Schnellfahrweichen im Südkopf Mannheim für schnellere Ein- und Ausfahrten“. Dafür sind, zum Preisstand von 2015, Kosten von 181 Millionen Euro geplant. Der Ausbau des Knotens Mannheim ist eines von 13 Infrastrukturprojekten des Deutschlandtakts, die laut dem im November 2021 vorgelegten Koalitionsvertrag der rot-grün-gelben Bundesregierung „beschleunigt auf den Weg“ gebracht und „mit hoher politischer Priorität“ umgesetzt werden sollen. Die Baumaßnahmen sollen Anfang 2031 beginnen. Zuvor soll unter anderem ein Digitales Stellwerk entstehen.
Im Rahmen des Stadtentwicklungsprojektes „Glückstein-Quartier“ auf der Südseite des Hauptbahnhofs gibt es Planungen, ein weiteres Portalgebäude mit Service- und Einzelhandelsflächen zu errichten sowie den am südlichen Bahnsteigende liegenden Gepäcktunnel bis zum Lindenhof zu verlängern und als dritten Bahnsteigzugang nutzbar zu machen, der allerdings nicht das Bahnhofsgebäude, aber den Busbahnhof anbindet. Derzeit ist die in Bahnsteigmitte liegende Süd-Unterführung häufig durch hohes Fußgängeraufkommen überlastet.
Zwischen März 2022 und Juni 2024 soll die Brücke über die Tunnelstraße für 45 Millionen Euro schrittweise erneuert werden.

## Bedienung

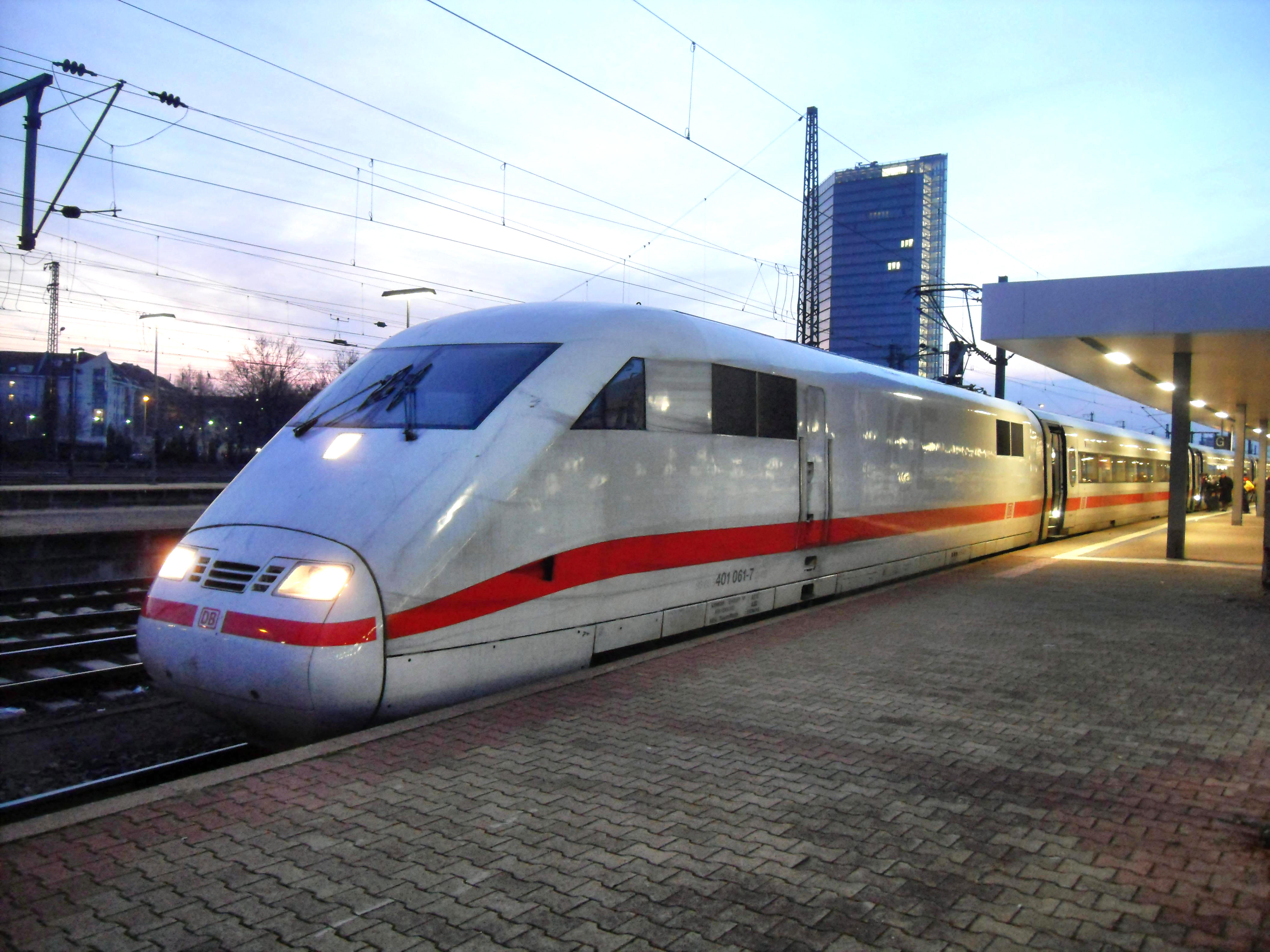
ICE 1 im Mannheimer Hauptbahnhof

Nach DB-Angaben bedienen täglich 238 Fernverkehrszüge, 265 Züge des Regionalverkehrs und 155 S-Bahnzüge den Bahnhof (Stand: 2009).

### Fernverkehr
Aufgrund der verkehrstechnisch günstigen Lage des Hauptbahnhofs treffen viele Fernverkehrslinien in Mannheim zusammen, die sich durch Überlagerungen meist zu einem Stundentakt verdichten. Über verschiedene Hochgeschwindigkeitsstrecken sind die meisten Großstädte Deutschlands wie auch im nahe benachbarten Ausland innerhalb weniger Stunden erreichbar und bieten damit eine Alternative zum Flugzeug.
Im Nachtzugverkehr wird der Hauptbahnhof seit Dezember 2016 durch den ÖBB Nightjet angefahren. Dieser bedient auf dem Weg von Zürich HB nach Hamburg-Altona unter anderem die Bahnhöfe Basel SBB, Darmstadt Hbf und Hannover Hbf, ein weiterer ÖBB Nightjet fährt als Gemeinsame Garnitur mit einem Euronight/Eurocity bis Leipzig Hbf via Frankfurt (Main) Hbf und Erfurt Hbf. Diese wird dann in Leipzig Hbf in einen Teil nach Berlin Hbf und Praha hlavní nádraží geteilt. Der Euronight-Zugteil wird mit Wagen der České dráhy betrieben, während der Teil nach Berlin mit einem Mix aus Wagen von ÖBB-Personenverkehr und der SBB betrieben wird.
| Linie      | Zuglauf | Takt            |
| ---------- | --- | --------------- |
| ICE 11     | (Hamburg –) Berlin – Leipzig – Erfurt – Frankfurt – Mannheim – Stuttgart – Ulm – Augsburg – München | Zweistundentakt |
| ICE 12     | Berlin – Braunschweig – Kassel-Wilhelmshöhe – Frankfurt – Mannheim – Karlsruhe – Freiburg – Basel (– Bern – Interlaken Ost)                                                                                           | Zweistundentakt |
| ICE 15     | Berlin – Halle – Erfurt – Frankfurt – Darmstadt – Mannheim – Kaiserslautern – Saarbrücken | ein Zugpaar     |
| ICE 20     | (Kiel –) Hamburg – Hannover – Kassel-Wilhelmshöhe – Frankfurt – Mannheim – Karlsruhe – Freiburg – Basel – Zürich (– Chur)                                                                                             | Zweistundentakt |
| ICE 22     | (Kiel –) Hamburg – Hannover – Kassel-Wilhelmshöhe – Frankfurt – Frankfurt Flughafen – Mannheim – Stuttgart | Zweistundentakt |
| ICE 42     | (Hamburg – Bremen –) Dortmund – Duisburg - Düsseldorf – Köln – Siegburg/Bonn – Frankfurt Flughafen – Mannheim – Stuttgart – Ulm – Augsburg – München                                                                  | Zweistundentakt |
| ICE 43     | (Amsterdam – Oberhausen – Duisburg – Düsseldorf –) bzw. (Hamburg – Bremen – Dortmund –) Köln – Siegburg/Bonn – Frankfurt Flughafen – Mannheim – Karlsruhe – Freiburg – Basel                                          | Zweistundentakt |
| ICE 45     | Köln – Köln/Bonn Flughafen – Montabaur – Limburg Süd – Wiesbaden – Mainz – Mannheim – Heidelberg – Stuttgart | einzelne Züge   |
| ICE 47     | Dortmund – Duisburg - Düsseldorf – Köln Messe/Deutz – Frankfurt Flughafen – Mannheim – Stuttgart Hbf – Ulm Hbf – Augsburg Hbf – München Hbf                                                                           | Zweistundentakt |
| ICE/TGV 82 | Frankfurt – Mannheim – Strasbourg/Saarbrücken – Paris Est | Zweistundentakt |
| TGV 84     | Frankfurt – Mannheim – Karlsruhe – Baden-Baden – Strasbourg – Mulhouse-Ville – Belfort-Montbéliard – Besançon Franche-Comté – Chalon-sur-Saône – Lyon-Part-Dieu – Avignon – Aix-en-Provence – Marseille-Saint-Charles | ein Zugpaar     |
| ECE 85     | Frankfurt – Mannheim – Karlsruhe – Freiburg – Basel – Luzern – Bellinzona – Monza – Mailand | ein Zugpaar     |
| IC/EC 30   | (Westerland bzw. Binz –) Hamburg – Bremen – Dortmund – Duisburg - Düsseldorf – Köln – Koblenz – Mannheim – Stuttgart (bzw. Karlsruhe – Freiburg – Basel – Zürich/Interlaken Ost)                                      | Zweistundentakt |
| IC/EC 32   | (Berlin – Hannover –) Dortmund bzw. (Münster –) Essen – Duisburg – Düsseldorf – Köln – Koblenz – Mannheim – Stuttgart (– Reutlingen – Tübingen) bzw. (– Ulm – Augsburg – München – Salzburg – Klagenfurt)             | Zweistundentakt |
| IC 34      | (Stuttgart – Pforzheim – Karlsruhe – Heidelberg – Mannheim – Frankfurt-Flughafen – ) Frankfurt – Wetzlar – Siegen – Kreuztal – Finnentrop – Iserlohn – Witten – Dortmund                                              | Mo–Fr: ein Zug  |
| IC 35      | Norddeich Mole – Münster – Recklinghausen – Oberhausen – Duisburg - Düsseldorf – Köln – Koblenz – Mannheim – Stuttgart bzw. Karlsruhe – Konstanz                                                                      | einzelne Züge   |
| IC 50      | Frankfurt – Darmstadt – Mannheim – Kaiserslautern – Homburg – Saarbrücken | einzelne Züge   |
| EC 62      | Saarbrücken – Homburg – Mannheim – Heidelberg – Stuttgart – Ulm – Augsburg – München – Rosenheim – Salzburg – Graz | ein Zugpaar     |
|            | München – Augsburg – Stuttgart – Mannheim – Frankfurt Hbf – Halle – Berlin | ein Zugpaar     |

### Regionalverkehr
Mannheim Hauptbahnhof ist ein bedeutender Knotenpunkt des Regionalverkehrs im Südwesten Deutschlands. Von hier aus bestehen regelmäßige Direktverbindungen unter anderem in die Großstädte Frankfurt am Main, Karlsruhe und Mainz.
| Linie  | Zuglauf                                                                                             | Takt                |
| ------ | --------------------------------------------------------------------------------------------------- | ------------------- |
| RE 1   | Mannheim – Ludwigshafen Mitte – Neustadt – Kaiserslautern – Homburg – Saarbrücken – Trier – Koblenz | (Zwei)Stundentakt   |
| RE 9   | Mannheim – Schwetzingen – Hockenheim – Waghäusel – Graben-Neudorf – Karlsruhe                       | einzelne Züge (HVZ) |
| RE 10a | Mannheim – Heidelberg – Eberbach – Mosbach-Neckarelz – Bad Friedrichshall – Heilbronn               | Zweistundentakt     |
| RE 10b | Mannheim – Heidelberg – Sinsheim – Bad Friedrichshall – Heilbronn                                   | Zweistundentakt     |
| RE 14  | Mannheim – Ludwigshafen Mitte – Worms – Mainz – Hochheim – Frankfurt                                | Zweistundentakt     |
| RE 40  | Mannheim – Heidelberg – Wiesloch-Walldorf – Bruchsal – Karlsruhe – Freudenstadt                     | ein Zugpaar         |
| RE 60  | Mannheim – Weinheim – Bensheim – Darmstadt – Frankfurt                                              | Stundentakt         |
| RB 67  | Mannheim – Neu-Edingen/Friedrichsfeld – Weinheim – Bensheim – Darmstadt – Frankfurt                 | einzelne Züge       |
| RE 70  | Mannheim – Biblis – Gernsheim – Groß Gerau-Dornberg – Frankfurt                                     | Stundentakt         |
| RE 73  | (Mannheim –) Heidelberg – Wiesloch-Walldorf – Bruchsal –Karlsruhe                                   | einzelne Züge       |

(Stand 2022)
Seit Dezember 2022 verkehren an Sonn- und Feiertagen die Ausflugszüge des „Murgtäler Freizeitexpress“, welcher – von Mannheim – über Heidelberg Hauptbahnhof und Bruchsal weiter nach Freudenstadt fährt. Ebenso verkehrt der „Bundenthaler“ über Neustadt (Weinstraße) Hauptbahnhof und Landau (Pfalz) Hauptbahnhof nach Bundenthal-Rumbach, mit Zugteil nach Pirmasens Hauptbahnhof. Die Zugteilung findet in Hinterweidenthal Ost statt.

### S-Bahn Rhein-Neckar

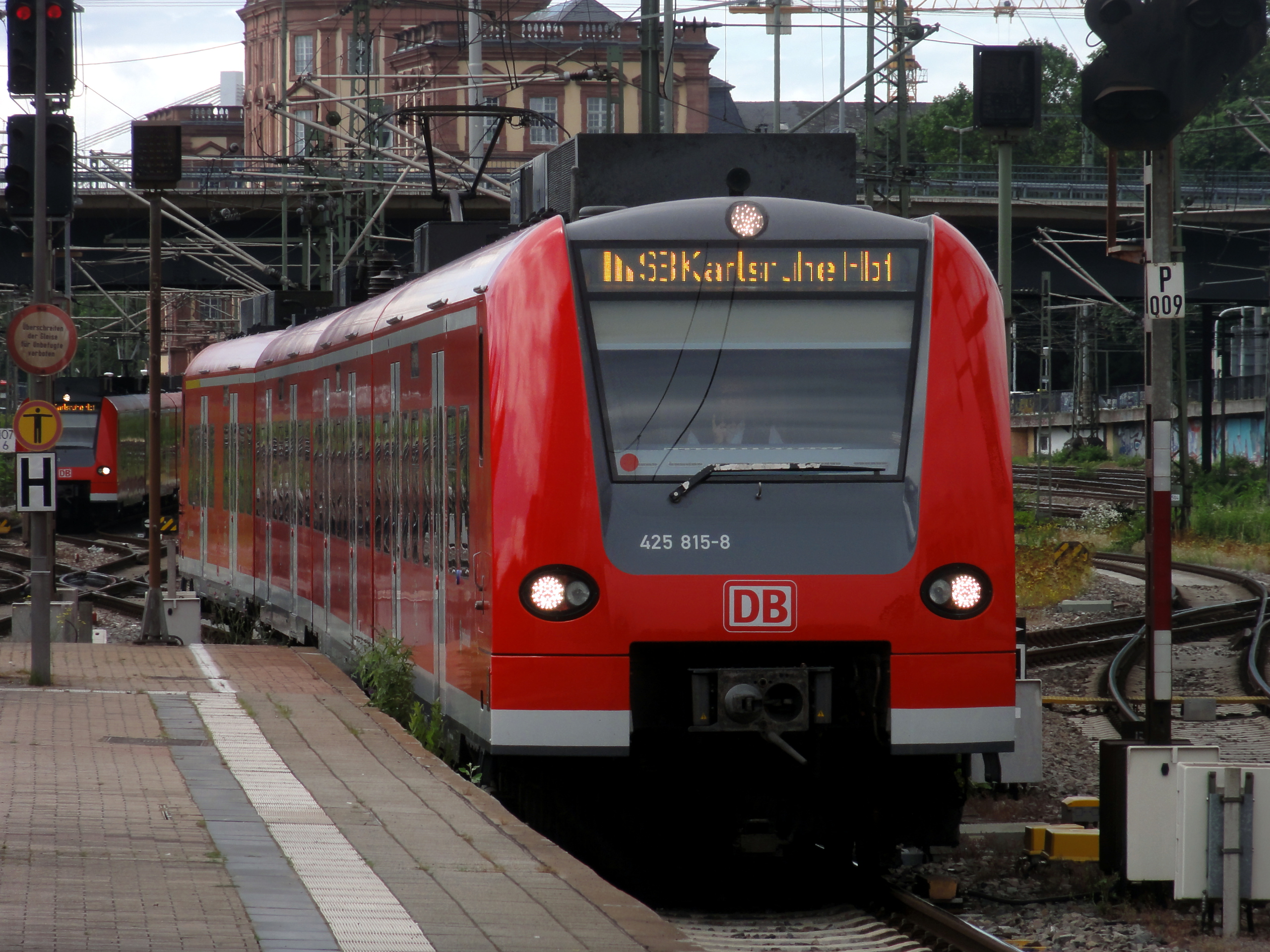
S 3 nach Karlsruhe bei der Einfahrt in den Mannheimer Hauptbahnhof

Die S-Bahn Rhein-Neckar bildet das Rückgrat des Schienenpersonennahverkehrs in der Metropolregion Rhein-Neckar. Mit der Linie S 6 von bzw. nach Mainz besteht zudem Anschluss ins Rhein-Main-Gebiet. Im Dezember 2003 wurde ein 290 Kilometer langes S-Bahn-Netz in Betrieb genommen. Zwischenzeitlich ist das Netz auf 370 Kilometer erweitert worden. Folgende Linien fahren den Mannheimer Hauptbahnhof an:
| Linie | Verlauf | Takt                                                              |
| ----- | --- | ----------------------------------------------------------------- |
| S 1   | Homburg (Saar) Hbf – Bruchmühlbach-Miesau – Hauptstuhl – Landstuhl – Kindsbach – Einsiedlerhof – Vogelweh – Kennelgarten – Kaiserslautern Hbf – Hochspeyer – Frankenstein (Pfalz) – Weidenthal – Neidenfels – Lambrecht (Pfalz) – Neustadt (Weinstr) Hbf – Neustadt (Weinstr)-Böbig – Haßloch (Pfalz) – Böhl-Iggelheim – Schifferstadt – Limburgerhof – (Ludwigshafen-Rheingönheim – Ludwigshafen-Mundenheim –) (einzelne Züge) Ludwigshafen (Rhein) Hbf – Ludwigshafen (Rhein) Mitte – Mannheim Hbf – Mannheim ARENA/Maimarkt – Mannheim-Seckenheim – Mannheim-Friedrichsfeld Süd – Heidelberg-Pfaffengrund/Wieblingen – Heidelberg Hbf – Heidelberg-Weststadt/Südstadt – Heidelberg-Altstadt – Heidelberg-Schlierbach/Ziegelhausen – Heidelberg Orthopädie – Neckargemünd – Neckargemünd Altstadt – Neckarsteinach – Neckarhausen (b Neckarsteinach) – Hirschhorn (Neckar) – Eberbach – Lindach – Zwingenberg (Baden) – Neckargerach – Binau – Mosbach‐Neckarelz – Mosbach West – Mosbach (Baden) – Neckarburken – Dallau – Auerbach (b Mosbach) – Oberschefflenz – Eicholzheim – Seckach – Zimmern bei Seckach – Adelsheim Nord – Osterburken Stand: Fahrplanwechsel Dezember 2021 | 60 min                                                            |
| S 2   | Kaiserslautern Hbf – Hochspeyer – Frankenstein (Pfalz) – Weidenthal – Neidenfels – Lambrecht (Pfalz) – Neustadt (Weinstr) Hbf – Neustadt (Weinstr)-Böbig – Haßloch (Pfalz) – Böhl-Iggelheim – Schifferstadt – Limburgerhof – Ludwigshafen-Rheingönheim – Ludwigshafen-Mundenheim – Ludwigshafen (Rhein) Hbf – Ludwigshafen (Rhein) Mitte – Mannheim Hbf – Mannheim ARENA/Maimarkt – Mannheim-Seckenheim – Mannheim-Friedrichsfeld Süd – Heidelberg-Pfaffengrund/Wieblingen – Heidelberg Hbf – Heidelberg-Weststadt/Südstadt – Heidelberg-Altstadt – Heidelberg-Schlierbach/Ziegelhausen – Heidelberg Orthopädie – Neckargemünd – Neckargemünd Altstadt – Neckarsteinach – Neckarhausen (b Neckarsteinach) – Hirschhorn (Neckar) – Eberbach – Lindach – Zwingenberg (Baden) – Neckargerach – Binau – Mosbach‐Neckarelz – Mosbach West – Mosbach (Baden) Stand: Fahrplanwechsel Dezember 2021 | 60 min                                                            |
| S 3   | Germersheim – Lingenfeld – Heiligenstein (Pfalz) – Berghausen (Pfalz) – Speyer Hbf – Speyer Nord-West – Schifferstadt Süd – Schifferstadt – Limburgerhof – (Ludwigshafen-Rheingönheim – Ludwigshafen-Mundenheim –) (stündlich) Ludwigshafen (Rhein) Hbf – Ludwigshafen (Rhein) Mitte – Mannheim Hbf – (Mannheim ARENA/Maimarkt – Mannheim-Seckenheim –) (stündlich) Mannheim-Friedrichsfeld Süd – Heidelberg-Pfaffengrund/Wieblingen – Heidelberg Hbf – Heidelberg-Kirchheim/Rohrbach – St Ilgen-Sandhausen – Wiesloch-Walldorf – Rot-Malsch – Bad Schönborn-Kronau – Bad Schönborn Süd – Stettfeld-Weiher – Ubstadt-Weiher – Bruchsal – (Bruchsal Bildungszentrum – Untergrombach – Weingarten (Baden) –) (einzelne Züge) Karlsruhe-Durlach – Karlsruhe Hbf Stand: Fahrplanwechsel Dezember 2021 | 30/60 min                                                         |
| S 4   | Germersheim – Lingenfeld – Heiligenstein (Pfalz) – Berghausen (Pfalz) – Speyer Hbf – Speyer Nord-West – Schifferstadt Süd – Schifferstadt – Limburgerhof – Ludwigshafen-Rheingönheim – Ludwigshafen-Mundenheim – Ludwigshafen (Rhein) Hbf – Ludwigshafen (Rhein) Mitte – Mannheim Hbf – Mannheim ARENA/Maimarkt – Mannheim-Seckenheim – Mannheim-Friedrichsfeld Süd – Heidelberg-Pfaffengrund/Wieblingen – Heidelberg Hbf – Heidelberg-Kirchheim/Rohrbach – St Ilgen-Sandhausen – Wiesloch-Walldorf – Rot-Malsch – Bad Schönborn-Kronau – Bad Schönborn Süd – Stettfeld-Weiher – Ubstadt-Weiher – Bruchsal Stand: Fahrplanwechsel Dezember 2021 | 60 min (morgens/abends)                                           |
| S 6   | Bensheim – Heppenheim (Bergstr) – Laudenbach (Bergstr) – Hemsbach – Weinheim-Sulzbach – Weinheim (Bergstr) Hbf – (Weinheim-Lützelsachsen –) (einzelne Züge) Heddesheim/Hirschberg – Ladenburg – Neu-Edingen/Friedrichsfeld – Mannheim-Seckenheim – Mannheim ARENA/Maimarkt – Mannheim Hbf – Ludwigshafen (Rhein) Mitte – Ludwigshafen (Rhein) Hbf – Ludwigshafen-Oggersheim – Frankenthal Süd – Frankenthal Hbf – Bobenheim – Worms Hbf – Osthofen – Mettenheim – Alsheim – Guntersblum – Dienheim – Oppenheim – Nierstein – Nackenheim – Bodenheim – Mainz-Laubenheim – Mainz Römisches Theater – Mainz Hbf (← Wiesbaden Hbf) (ein Zug) Stand: Fahrplanwechsel Dezember 2021 | 60 min (Bensheim–Mannheim) 30 min (Mannheim–Mainz)                |
| S 9   | Karlsruhe Hbf – Karlsruhe-Hagsfeld – Blankenloch – Friedrichstal (Baden) – Graben-Neudorf – Wiesental – Waghäusel – Neulußheim – Hockenheim – Oftersheim – Schwetzingen – Mannheim-Rheinau – Mannheim-Neckarau – Mannheim Hbf – Mannheim-Handelshafen – Mannheim-Neckarstadt – Mannheim-Luzenberg – Mannheim-Waldhof – Lampertheim – Bürstadt – Bobstadt – Biblis – Groß Rohrheim Stand: Fahrplanwechsel Dezember 2021 | 60 min 30 min (Karlsruhe–Graben zur HVZ) 30 min (Graben–Mannheim) |
| S 39  | Mannheim-Waldhof – Mannheim-Luzenberg – Mannheim-Neckarstadt – Mannheim-Handelshafen – Mannheim Hbf Stand: Fahrplanwechsel Dezember 2021 | einzelne Züge wochentags                                          |

### Bus- und Straßenbahnstrecken
Am Bahnhofsvorplatz verkehren die meterspurigen Straßenbahnen der RNV, die innerhalb der Stadtgrenzen die Gleise der MVV Verkehr AG, Verkehrsbetriebe Ludwigshafen GmbH (VBL) bzw. Heidelberger Straßen- und Bergbahn (HSB) benutzen. Die Strecken der Linie 4/4A, 5/5A, 9 und 15 werden von der Deutschen Bahn in ihrer Fahrplanauskunft als Regionalverkehr berücksichtigt.
Aufgrund der steigenden Zahl der Fahrgäste, die am Bahnhofsvorplatz die Umsteigemöglichkeit zum öffentlichen Stadtverkehr nutzen (2009: täglich rund 52.000), wurde von Anfang 2022 bis März 2023 die Stadtbahnhaltestelle Hauptbahnhof umgestaltet und auf 4 Bahnsteiggleise erweitert. Die Kosten für diesen Ausbau beliefen sich auf ca. 23,7 Millionen Euro.
Neben den Straßenbahnen verkehren auch Busse der RNV und des VRN am Bahnhofsvorplatz.
| Linie | Streckenverlauf | Takt Mo–Fr             | Takt Sa            | Takt So      |
| ----- | --- | ---------------------- | ------------------ | ------------ |
| 1     | Rheinau Bahnhof – Rheinau Karlsplatz – Neckarau Bahnhof – Hochschule – Mannheim Hauptbahnhof – Universität – Paradeplatz – (Rheinstraße –) Alte Feuerwache – Luzenberg Bahnhof – Waldhof Bahnhof – Schönau | 10 Minuten             | 10 Minuten         | 20 Minuten   |
| 3     | Rheingoldhalle – Neckarau West – Markuskirche – Mannheim Hauptbahnhof – Wasserturm – Paradeplatz – (Rheinstraße –) Alte Feuerwache – Luzenberg Bahnhof – Sandhofen                                         | 10 Minuten             | 10 Minuten         | 20 Minuten   |
| 4 A   | (Bad Dürkheim (RHB) –) Oggersheim – Ludwigshafen – Mannheim Hauptbahnhof – Mannheim Käfertaler Wald/Gartenstadt-Waldfriedhof                                                                               | 10 Minuten             | 10 Minuten         | 20 Minuten   |
| 5     | Weinheim – Viernheim – Käfertal – Mannheim Hauptbahnhof – Edingen – Heidelberg – Dossenheim – Schriesheim – Weinheim (OEG)                                                                                 | 10 Minuten             | 20 Minuten         | 30 Minuten   |
| 5A    | Paradeplatz – Mannheim Hauptbahnhof – Nationaltheater – Uniklinikum – Bonifatiuskirche – Käfertal OEG Bahnhof – Wallstadt – Heddesheim                                                                     | 20 Minuten             | 20 Minuten         | 30 Minuten   |
| 15    | Mannheim Hauptbahnhof – Paradeplatz – Schafweide – Uniklinikum – Bonifatiuskirche – Käfertal OEG Bahnhof – Wallstadt                                                                                       | Stoßzeiten, 20 Minuten | kein Betrieb       | kein Betrieb |
| 6A    | (Als Linie 5 aus Heidelberg kommend, ab Paradeplatz weiter als Linie E) Paradeplatz – Mannheim Hauptbahnhof – Planetarium – Neuhermsheim – SAP Arena – SAP Arena S-Bahnhof                                 | Abends, 30 Minuten     | Abends, 30 Minuten | 30 Minuten   |
| 8     | Rheinau Bahnhof – Rheinau Karlsplatz – Hochschule – Mannheim Hauptbahnhof – Lu Oppau | einzelne Züge          | kein Betrieb       | kein Betrieb |
| 9     | Bad Dürkheim – Ludwigshafen – Mannheim Hauptbahnhof – Neuostheim (– Heidelberg) (Expresszug) | 20 Minuten             | 30 Minuten         | 30 Minuten   |
| 60    | Lanzvilla – Otto-Beck-Straße – Wasserturm – Mannheim Hauptbahnhof – Universität – Neckarstadt West – Herzogenried – Ulmenweg (– Pfeifferswörth)                                                            | 20 Minuten             | 20 Minuten         | 20 Minuten   |
| 63    | Mannheim Hauptbahnhof – Wasserturm – Otto-Beck-Straße – Hochschule – Markuskirche – Pfalzplatz An Samstagen, Sonntagen und in den Abendstunden über Lanzvilla                                              | 20 Minuten             | 20 Minuten         | 20 Minuten   |
| 65    | Lindenhof Hochschule West – Mannheim Hauptbahnhof – Universität – Popakademie | 20/30 Minuten          | 20/30 Minuten      | 30 Minuten   |
| 710   | Mannheim Hauptbahnhof – Hochschule – Neckarau Bahnhof – Rheinau Bahnhof – Brühl – Schwetzingen | 10/20/30 Minuten       | 20/40 Minuten      | 30 Minuten   |